# 羽黒花統司
羽黒花 統司（はぐろはな とうじ、1936年3月28日 - 1984年6月3日）は、北海道紋別郡西興部村出身で立浪部屋に所属した大相撲力士。本名は千葉 進（ちば すすむ）。最高位は東関脇（1963年3月場所・1964年7月場所）。現役時代の体格は181cm、125kg。得意手は左四つ、吊り、上手投げ。大相撲の黄金時代の1つである「柏鵬時代」に、幕内力士として活躍した。

## 来歴
地元の高校を卒業後、農業に従事していたが、安念山（後の羽黒山。引退後、年寄・追手風→同・立浪を襲名）の親戚に大相撲入りを勧められて上京。1955年9月場所にて、19歳で初土俵を踏んだ。当初の四股名は、本名と同一の「千葉」。
初土俵の場所では番付外と新序でいずれも好成績を収めたため、翌年1月場所では序ノ口を飛び越して、いきなり序二段に付いた。
恵まれた素質は下位の頃から期待されており、入幕までに序二段から幕下までで計4度の各段優勝を重ね、立浪部屋の新しい星として順調に出世していった。
しかし、あと一歩で十両昇進という局面で番付運の悪さが付き纏った。1959年7月場所（同場所より、「千葉」から「羽黒花」へ改名）では、幕下14枚目で7勝1敗（当時、幕下以下は8番相撲）と好成績を残し幕下優勝を果たすも、翌9月場所では幕下7枚目に留められた。この場所でも7勝1敗と大勝ちしたが、翌11月場所での地位は幕下2枚目と十両入り成らず。同場所では、新十両昇進へ決定的ともいえる6勝を挙げるも、翌1960年1月場所では何と幕下筆頭に留められた。しかし腐らずこの場所で8戦全勝して2度目の幕下優勝を遂げ、ようやく翌場所で十両昇進が成った（幕下上位で大勝ちを繰り返しても中々番付が上がらなかった理由としては、1959年1月から同年11月にかけて徐々に行われた「番付枚数削減」も挙げられる）。
十両は負け越しなしで3場所で突破し、同年9月場所にて新入幕。次の11月場所では11勝4敗と大きく勝ち越して初の三賞（敢闘賞）を受賞し、すぐに幕内上位から三役で活躍した。初代若乃花相手に、真正面から吊り出して勝利した事もある。左四つからの吊りや投げは強烈であり、若乃花や朝潮も吊り上げるほどであった。その吊りの強力さから一時は大関昇進も期待された。その後「羽黒花」から「羽黒川」へと四股名を改め、1964年7月場所では関脇の地位で8勝7敗と初めて勝ち越し、本人もその気になった。
だがその矢先、右肩を脱臼したために、同年11月場所では初日より休場（以前にも右肩を脱臼した経験があり、自身もこれが再発する事を危惧していたという）。平幕に落ちた翌1965年1月場所では8勝7敗と勝ち越し、三役復帰を目指した。だが、3月場所前の稽古で右膝を痛めてしまい、3月場所・翌5月場所と全休。7月場所では十両16枚目まで転落し、膝の怪我は完治していなかったが幕下落ち阻止のため、強行出場した。しかし、2日目の扇山戦で怪我を悪化させてしまった。強気で鳴る羽黒川は「片足でも取る」と悲壮な表情で言ったが、とても取れる状態ではなく、翌日からの休場を余儀なくされた。1960年1月以来、5年8ヵ月振りに幕下に陥落した翌場所（この場所より、四股名を従前の「羽黒花」に戻した）では初日より休場し、11月場所も休んでリハビリに励んだ。膝は快方に向かい、本人の表情も明るくなったが、稽古を始めて1週間ほどで三度右膝を痛めてしまった。これには流石に羽黒花本人もショックを受け、11月場所後、現役引退を師匠・立浪（元横綱・羽黒山）に申し出た。
結局、現役晩年の7場所（1964年11月場所-）は負傷に泣かされ、皆勤したのは1場所のみに留まった。最終場所となった1965年11月場所に於いての番付は、西幕下51枚目であった。
1961年7月場所で初めて小結に昇進して以来、1964年11月場所まで、通算11場所三役を務めた。だが、三賞受賞はわずか1回に終わり、肩と膝の故障さえなければ「大関・羽黒花」の誕生もあったかもしれないと好角家を嘆かせた。また三役での大勝ちが少なかった事や、柏戸に一度も勝てず大鵬戦も1勝のみに留まり、「柏鵬」との取組を含め横綱戦に分が悪かった事も大関獲りを逸した理由の一つといえる。
引退後は年寄・大鳴戸、のち同・玉垣を襲名し、立浪部屋付きの親方として後進の指導に当たる傍らで勝負審判も務めた。しかし、1972年10月に廃業。
その後は、千葉県習志野市で相撲料理店を営んだという。
1984年6月3日、肝臓癌により48歳で亡くなった。墓所は北海道旭川市の観音霊苑。

## 主な戦績
- 通算成績：344勝255敗71休　勝率.579
- 幕内成績：195勝195敗30休　勝率.500
- 現役在位：57場所
- 幕内在位：28場所
- 三役在位：11場所（関脇5場所、小結6場所）[1]
- 三賞：1回
  - 敢闘賞：1回（1960年11月場所）
- 金星：3個（初代若乃花1個、朝潮1個、栃ノ海1個）
- 各段優勝
  - 幕下優勝：2回（1959年7月場所、1960年1月場所）
  - 三段目優勝：1回（1956年9月場所）
  - 序二段優勝：1回（1956年3月場所）

### 場所別成績
| | 一月場所 初場所（東京） | 三月場所 春場所（大阪） | 五月場所 夏場所（東京） | 七月場所 名古屋場所（愛知） | 九月場所 秋場所（東京） | 十一月場所 九州場所（福岡） |
| --- | ----------------------- | ----------------------- | ----------------------- | --------------------------- | ----------------------- | --------------------------- |
| 1955年 （昭和30年） | x                       | x                       | x                       | x                           | 西新序 3–0              | x                           |
| 1956年 （昭和31年） | 東序二段85枚目 5–3      | 東序二段50枚目 優勝 8–0 | 西三段目86枚目 6–2      | x                           | 西三段目51枚目 優勝 7–1 | x                           |
| 1957年 （昭和32年） | 東三段目22枚目 4–4      | 西三段目21枚目 5–3      | 東三段目筆頭 7–1        | x                           | 東幕下58枚目 5–3        | 西幕下47枚目 6–2            |
| 1958年 （昭和33年） | 西幕下36枚目 6–2        | 西幕下26枚目 6–2        | 東幕下13枚目 4–4        | 西幕下12枚目 6–2            | 西幕下4枚目 0–1–7       | 西幕下19枚目 0–0–8          |
| 1959年 （昭和34年） | 西幕下40枚目 6–2        | 西幕下31枚目 6–2        | 東幕下21枚目 5–3        | 西幕下14枚目 優勝 7–1       | 西幕下7枚目 7–1         | 西幕下2枚目 6–2             |
| 1960年 （昭和35年） | 西幕下筆頭 優勝 8–0     | 西十両9枚目 9–6         | 東十両7枚目 9–6         | 東十両3枚目 11–4            | 西前頭14枚目 9–6        | 東前頭10枚目 11–4 敢        |
| 1961年 （昭和36年） | 西前頭3枚目 4–11        | 西前頭6枚目 7–8         | 西前頭6枚目 11–4        | 西小結 9–6                  | 西張出関脇 6–9          | 東前頭2枚目 5–10 ★          |
| 1962年 （昭和37年） | 東前頭8枚目 9–6         | 東前頭4枚目 4–11        | 西前頭7枚目 10–5        | 西小結 5–10                 | 東前頭4枚目 9–6         | 東小結 9–6                  |
| 1963年 （昭和38年） | 東小結 10–5             | 東関脇 6–9              | 西前頭2枚目 5–10        | 西前頭6枚目 8–7             | 東前頭4枚目 9–6         | 西小結 8–7                  |
| 1964年 （昭和39年） | 西関脇 2–13             | 西前頭5枚目 6–9 ★       | 東前頭6枚目 10–5        | 東関脇 8–7                  | 西関脇 7–8              | 東小結 休場 0–0–15          |
| 1965年 （昭和40年） | 東前頭9枚目 8–7         | 西前頭6枚目 休場 0–0–15 | 西十両筆頭 休場 0–0–15  | 西十両16枚目 0–3–12         | 東幕下14枚目 休場 0–0–7 | 西幕下51枚目 引退 0–0–7     |
| 各欄の数字は、「勝ち-負け-休場」を示す。 優勝 引退 休場 十両 幕下 三賞：敢=敢闘賞、殊=殊勲賞、技=技能賞 その他：★=金星 番付階級：幕内 - 十両 - 幕下 - 三段目 - 序二段 - 序ノ口 幕内序列：横綱 - 大関 - 関脇 - 小結 - 前頭（「#数字」は各位内の序列） |                         |                         |                         |                             |                         |                             |

### 幕内対戦成績
| 朝潮(米川) | 1 | 2  | 朝ノ海   | 1  | 0  | 荒波         | 1     | 0 | 一乃矢   | 2    | 1  |  |  |  |
| 岩風       | 7 | 9  | 宇多川   | 6  | 2  | 及川         | 2     | 0 | 追手山   | 1    | 1  |  |  |  |
| 大晃       | 8 | 5  | 小城ノ花 | 10 | 8  | 海山         | 1     | 2 | 海乃山   | 8(1) | 9  |  |  |  |
| 開隆山     | 4 | 7  | 柏戸     | 0  | 10 | 金乃花       | 8     | 6 | 北の冨士 | 1    | 3  |  |  |  |
| 清國       | 1 | 0  | 清勢川   | 2  | 1  | 琴ヶ濱       | 4     | 3 | 琴櫻     | 1    | 3  |  |  |  |
| 逆鉾       | 0 | 1  | 佐田の山 | 3  | 13 | 大豪         | 10    | 4 | 大鵬     | 1    | 14 |  |  |  |
| 玉嵐       | 1 | 2  | 玉乃海   | 0  | 1  | 玉乃島       | 0     | 3 | 玉響     | 0    | 1  |  |  |  |
| 常錦       | 6 | 3  | 鶴ヶ嶺   | 8  | 8  | 出羽錦       | 10(1) | 4 | 栃王山   | 1    | 0  |  |  |  |
| 栃ノ海     | 4 | 14 | 栃光     | 10 | 9  | 豊國         | 1     | 0 | 成山     | 1    | 0  |  |  |  |
| 長谷川     | 1 | 0  | 廣川     | 6  | 3  | 福田山       | 2     | 2 | 房錦     | 7    | 2  |  |  |  |
| 富士錦     | 9 | 6  | 前田川   | 8  | 5  | 松登         | 2     | 0 | 宮柱     | 1    | 0  |  |  |  |
| 明武谷     | 4 | 5  | 義ノ花   | 1  | 0  | 芳野嶺       | 3     | 0 | 若駒     | 1    | 0  |  |  |  |
| 若杉山     | 0 | 1  | 若秩父   | 6  | 8  | 若天龍       | 1     | 2 | 若鳴門   | 1    | 1  |  |  |  |
| 若ノ海     | 5 | 5  | 若ノ國   | 4  | 3  | 若乃花(初代) | 2     | 2 | 若前田   | 3    | 1  |  |  |  |

## 改名歴
- 千葉（ちば、1956年1月場所-1959年5月場所）
- 羽黒花（はぐろはな、1959年7月場所-1964年1月場所・1965年9月場所-同年11月場所（引退））
- 羽黒川（はぐろがわ、1964年3月場所-1965年7月場所）

## 年寄変遷
- 大鳴戸（おおなると、1965年11月-1968年1月）
- 玉垣（たまがき、1968年1月-1972年10月（廃業））